# Lekkoatletyka na Letnich Igrzyskach Olimpijskich 1936 – skok w dal mężczyzn

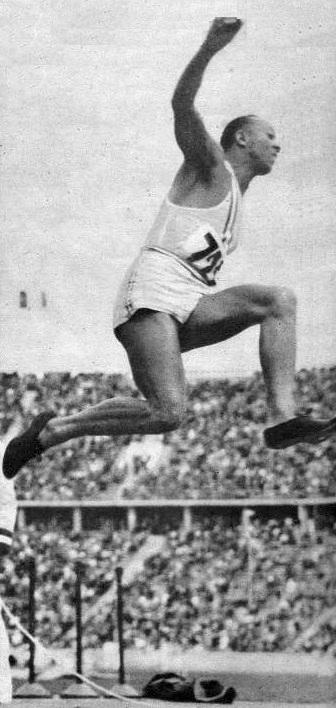
Jesse Owens w zwycięskim skoku

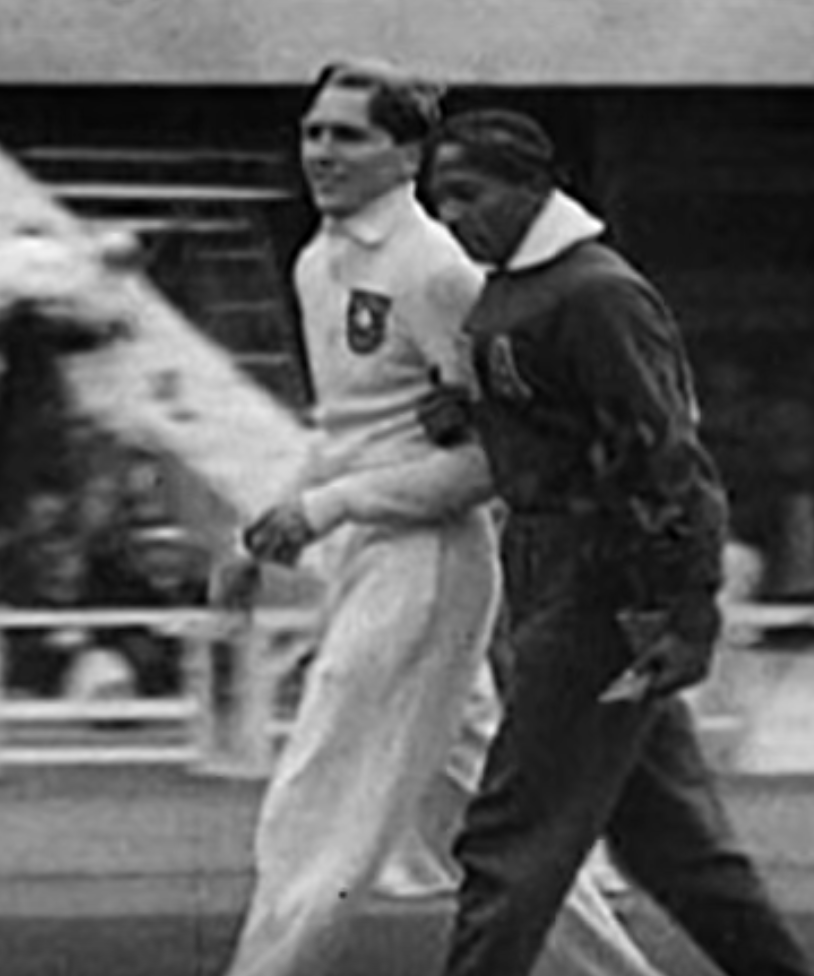
Luz Long i Jesse Owens

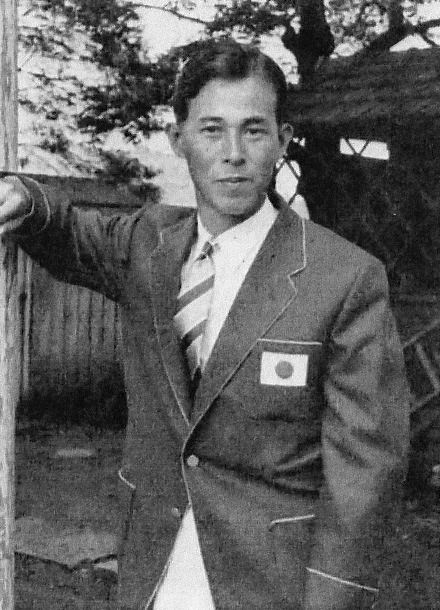
Naoto Tajima

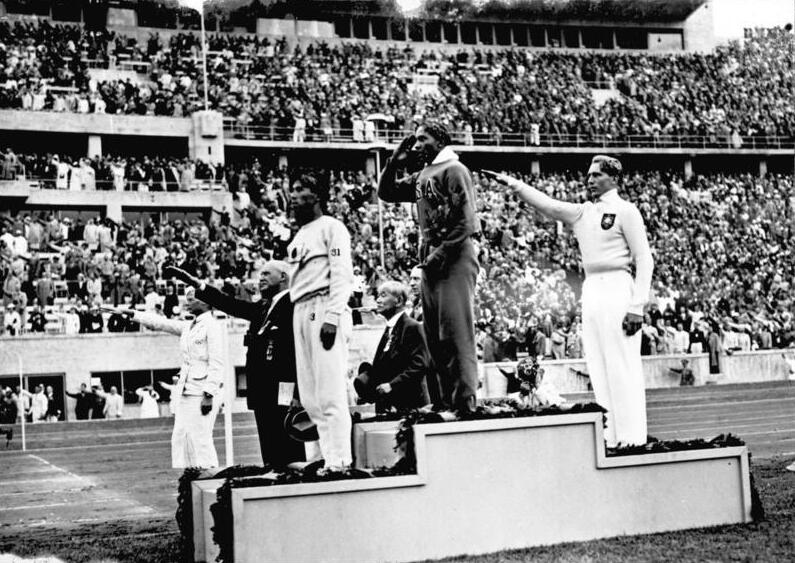
Podium zwycięzców

Skok w dal mężczyzn był jedną z konkurencji rozgrywanych podczas XI Letnich Igrzysk Olimpijskich. Został rozegrany 4 sierpnia 1936 roku na Stadionie Olimpijskim w Berlinie. Wystartowało 43 zawodników z 27 krajów.

## Rekordy
|                   | Zawodnik        | Wynik | Miejsce   | Data              |
| ----------------- | --------------- | ----- | --------- | ----------------- |
| Rekord świata     | Jesse Owens     | 8,13  | Ann Arbor | 25 maja 1935(dts) |
| Rekord olimpijski | Robert LeGendre | 7,76  | Paryż     | 7 lipca 1924(dts) |

## Terminarz
| Data            |              | Godzina |
| --------------- | ------------ | ------- |
| 4 sierpnia 1936 | Kwalifikacje | 10:30   |
| 4 sierpnia 1936 | Finał        | 16:30   |

## Wyniki

### Kwalifikacje
Minimum kwalifikacyjne do finału wynosiło 7,15 m. Wyniki większości zawodników nie są znane.
| Pozycja             | Zawodnik          | Państwo           | Wynik | Uwagi |
| ------------------- | ----------------- | ----------------- | ----- | ----- |
|                     | Jesse Owens       | Stany Zjednoczone | 7,64  | Q     |
| Gianni Caldana      | Włochy            | 7,26              |       | Q     |
| Luz Long            | III Rzesza        |                   |       | Q     |
| Naoto Tajima        | Japonia           |                   |       | Q     |
| Wilhelm Leichum     | III Rzesza        |                   |       | Q     |
| Arturo Maffei       | Włochy            |                   |       | Q     |
| Bob Clark           | Stany Zjednoczone |                   |       | Q     |
| John Brooks         | Stany Zjednoczone |                   |       | Q     |
| Robert Paul         | Francja           |                   |       | Q     |
| Artur Bäumle        | III Rzesza        |                   |       | Q     |
| Åke Stenqvist       | Szwecja           |                   |       | Q     |
| Otto Berg           | Norwegia          |                   |       | Q     |
| Josef Vosolsobě     | Czechosłowacja    |                   |       | Q     |
| Sam Richardson      | Kanada            |                   |       | Q     |
| Márcio de Oliveira  | Brazylia          |                   |       | Q     |
| Kenshi Togami       | Japonia           |                   |       | Q     |
|                     | Claude Heim       | Francja           | 7,10  |       |
| André Prébolin      | Francja           | 7,07              |       |       |
| Willy Rasmussen     | Dania             | 6,92              |       |       |
| Bondoc Ionescu-Crum | Rumunia           |                   |       |       |
| Carlos de la Guerra | Peru              |                   |       |       |
| Edward Boyce        | Wielka Brytania   |                   |       |       |
| Émile Binet         | Belgia            |                   |       |       |
| François Mersch     | Luksemburg        |                   |       |       |
| George Traynor      | Wielka Brytania   |                   |       |       |
| Grigoris Lambrakis  | Grecja            |                   |       |       |
| Zhang Jiakui        | Chiny             |                   |       |       |
| Henrik Koltai       | Węgry             |                   |       |       |
| Ivo Buratović       | Jugosławia        |                   |       |       |
| Jiří Hoffmann       | Czechosłowacja    |                   |       |       |
| Max Berendson       | Peru              |                   |       |       |
| Marten Klasema      | Holandia          |                   |       |       |
| Martti Tolamo       | Finlandia         |                   |       |       |
| Masao Harada        | Japonia           |                   |       |       |
| Mohammad Khan       | Afganistan        |                   |       |       |
| Niño Ramírez        | Filipiny          |                   |       |       |
| Onni Rajasaari      | Finlandia         |                   |       |       |
| Pascual Gutiérrez   | Meksyk            |                   |       |       |
| Rudolf Polame       | Czechosłowacja    |                   |       |       |
| Ruudi Toomsalu      | Estonia           |                   |       |       |
| Hoh Chunde          | Chiny             |                   |       |       |
| Situ Guong          | Chiny             |                   |       |       |
| Jean Studer         | Szwajcaria        |                   |       |       |

### Finał
| Poz. | Zawodnik           | Reprezentacja     | Próby | Próby | Próby | Próby | Próby | Próby | Wynik | Uwagi |
| Poz. | Zawodnik           | Reprezentacja     | 1     | 2     | 3     | 4     | 5     | 6     | Wynik | Uwagi |
| ---- | ------------------ | ----------------- | ----- | ----- | ----- | ----- | ----- | ----- | ----- | ----- |
| 1.   | Jesse Owens        | Stany Zjednoczone | 7,74  | 7,87  | 7,75  | x     | 7,94  | 8,06  | 8,06  | OR    |
| 2.   | Luz Long           | III Rzesza        | 7,54  | 7,74  | 7,84  | 7,73  | 7,87  | x     | 7,87  | [ 3 ] |
| 3.   | Naoto Tajima       | Japonia           | 7,65  | x     | 7,74  | 7,52  | 7,60  | x     | 7,74  |       |
| 4.   | Wilhelm Leichum    | III Rzesza        | x     | x     | 7,52  | 7,38  | 7,25  | 7,73  | 7,73  |       |
| 4.   | Arturo Maffei      | Włochy            | 7,50  | 7,47  | 7,73  | 7,22  | 7,42  | 7,39  | 7,73  | [ 4 ] |
| 6.   | Bob Clark          | Stany Zjednoczone | x     | 7,60  | 7,54  | 7,60  | 7,67  | 7,57  | 7,67  |       |
| 7.   | John Brooks        | Stany Zjednoczone | 7,34  | 7,41  | 7,19  | –     | –     | –     | 7,41  |       |
| 8.   | Robert Paul        | Francja           | 7,34  | 6,93  | 7,08  | –     | –     | –     | 7,34  |       |
| 9.   | Artur Bäumle       | III Rzesza        | '7,32 | 7,21  | 7,13  | –     | –     | –     | '7,32 |       |
| 10.  | Åke Stenqvist      | Szwecja           | 7,30  | 7,13  | 6,68  | –     | –     | –     | 7,30  |       |
| 10.  | Otto Berg          | Norwegia          | 7,30  | x     | 6,95  | –     | –     | –     | 7,30  |       |
| 12.  | Gianni Caldana     | Włochy            | 7,26  | 7,16  | 7,26  | –     | –     | –     | 7,26  |       |
| 13.  | Josef Vosolsobě    | Czechosłowacja    | x     | 7,03  | 7,18  | –     | –     | –     | 7,18  |       |
| 14.  | Sam Richardson     | Kanada            | 7,13  | x     | x     | –     | –     | –     | 7,13  |       |
| 15.  | Márcio de Oliveira | Brazylia          | x     | 6,81  | 7,05  | –     | –     | –     | 7,05  |       |
| 16.  | Kenshi Togami      | Japonia           | 6,18  | x     | x     | –     | –     | –     | 6,18  |       |